# Liasis
Liasis es un género de serpientes de la familia Pythonidae. Estas serpientes son ágiles en el agua, aunque no pasan tanto tiempo como se cree en el agua y no son venenosas, son constrictoras relativamente pequeñas (en comparación a algunas parientes de su familia) puesto que generalmente no superan la barrea de longitud de los 2,50 m. Puede que existan tamaños un poco más grandes pero aún no confirmados.

## Alimentación
Su dieta se compone de una variedad de vertebrados como aves, mamíferos y otros reptiles. Pueden estar al acecho en senderos de animales para emboscar. Por otra parte, son buenos nadadores y pueden cazar en ojos de agua. Algunas especies se han conocido por atacar lagartos monitor.

## Distribución
Es un género que se distribuye por la Wallacea, Nueva Guinea y Australia. 

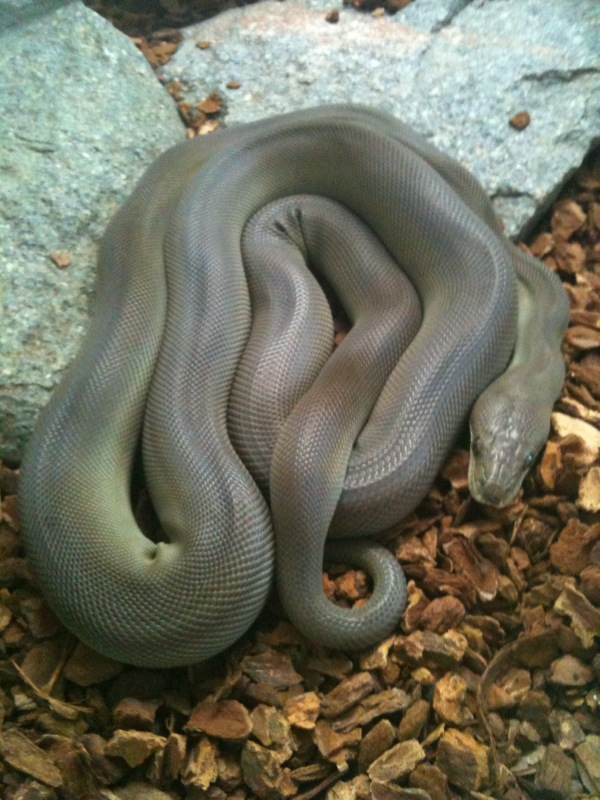
Liasis olivaceus (Pitón de Oliva)

## Especies
Se reconocen las siguientes:
- Liasis fuscus Peters, 1873 - Pitón Café Acuática
- Liasis mackloti Duméril & Bibron, 1844 - Pitón de Macklot
- Liasis olivaceus Gray, 1842 - Pitón de Oliva
- Liasis papuana (Peters & Doria, 1878)